# Hiyori Otsu
Hiyori Otsu (乙ひより?, Otsu Hiyori; ...) è una fumettista giapponese.
È un'autrice di manga di genere yuri e shōjo-ai. È stata inoltre una delle artiste selezionate per la pubblicazione della serie di raccolte di onesto Sayuri Hime.

## Opere
- Clover (クローバー?, Kurōbā ), 2007
- Kawaī anata! (かわいいあなた?), 2007
- Mizuiro Cinema (水色シネマ?, Mizuiro shinema), 2009
- Aozora Drops (青空ドロップス?, Aozora doroppusu), 2010
- Orange Yellow (オレンジイエロー?, Orenji ierō), 2010
- Othello, 2011
- Roundabout, 2011
- O tomodachi kara hajimemashou. (お友達からはじめましょう。?), 2012